# Ruée vers l'argent de Cobalt

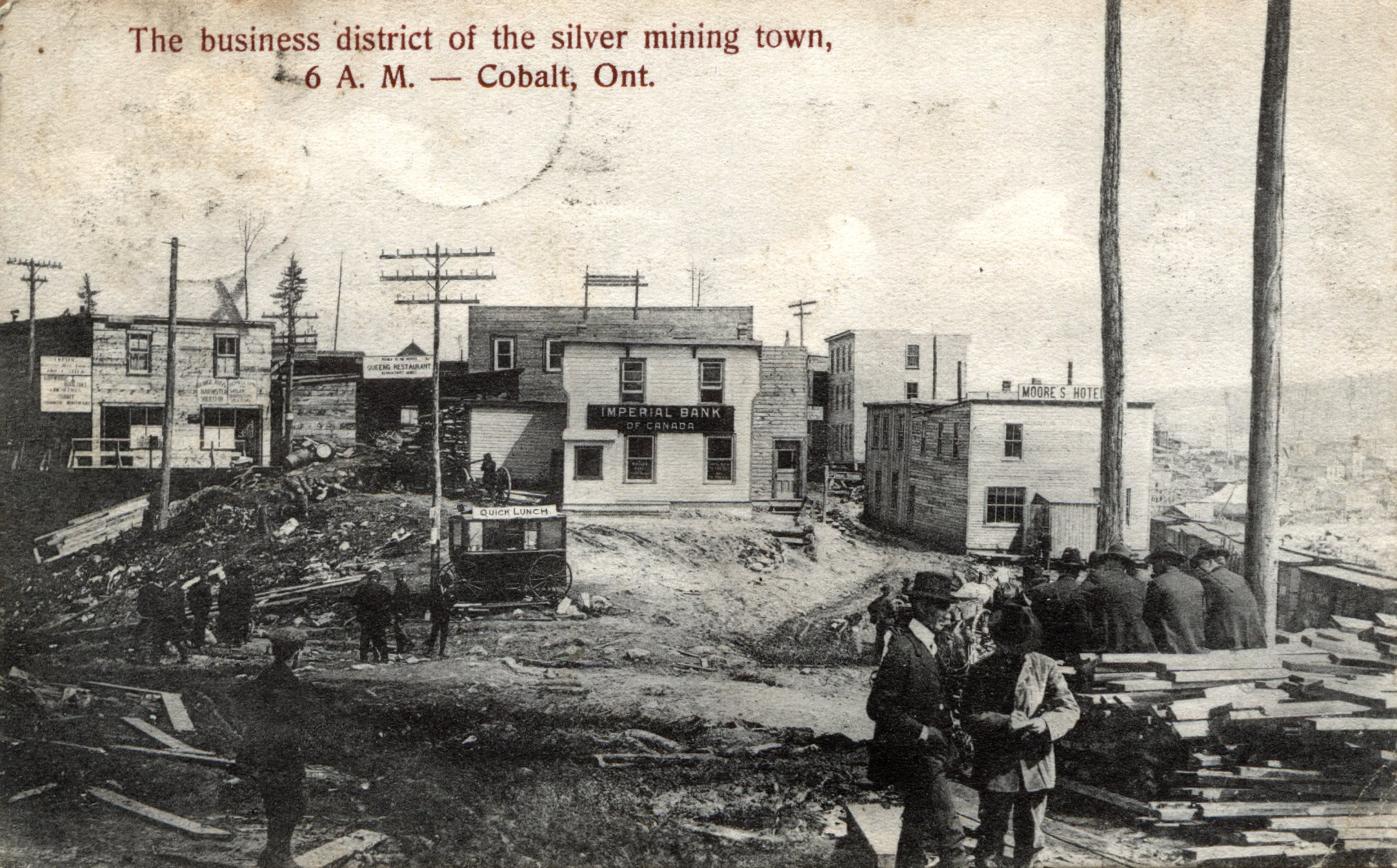
Carte postale de la ville champignon de Cobalt, 1906

La ruée vers l'argent de Cobalt est une ruée vers l'argent qui commence en 1903 en Ontario, Canada,  lorsque d'énormes veines d'argent sont découvertes par des ouvriers du chemin de fer de la Temiskaming and Northern Ontario (T&NO)  près du poste du mille 103. En 1905, une ruée à grande échelle vers l’argent est en cours, dont la ville de Cobalt, en Ontario, devient le centre. En 1908, Cobalt produit 9 % de l'argent mondial et en 1911, elle produit 31 507 791 onces d'argent. Cependant, le bon minerai s’épuise assez rapidement et la plupart des mines sont fermées dans les années 1930. Plusieurs petits renouveaux surviennent au fil des ans, notamment pendant la Seconde Guerre mondiale et à nouveau dans les années 1950, mais tous s'éteignent et aujourd'hui, il n'y a plus d'exploitation minière active dans la région. Au total, les mines de la région de Cobalt ont produit 460 millions d’onces d’argent.
La ruée de Cobalt joue un rôle déterminant dans l’ouverture du nord de l’Ontario à l’exploration minière. Les prospecteurs se dispersent à partir de Cobalt et provoquent rapidement la ruée vers l'or de Porcupine en 1909, puis la ruée vers l'or de Kirkland Lake en 1912. Une grande partie de la colonisation du nord de l’Ontario, à l’extérieur de la ceinture d’argile, doit indirectement son existence à la ruée de Cobalt.

## Avant la ruée
À la fin du XIXe siècle, le gouvernement de l'Ontario lance un programme visant à établir des colonies dans la ceinture d'argile, une bande de sol riche s'étendant au nord du lac Témiscamingue. Le gouvernement veut ouvrir ce qui est alors connu sous le nom de « Nouvel Ontario », après que celui-ci a été fusionné avec la province à partir des anciennes terres des Territoires du Nord-Ouest. À l'époque, l'implantation directe dans les fermes est encore assez répandue, et les villes de New Liskeard et Haileybury sont formées dans les années 1890 comme centres de cette activité.
Les colonies suscitent un certain intérêt commercial pour la construction d'un chemin de fer de North Bay à New Liskeard, mais ces projets prennent fin lorsque le taux de colonisation diminue au tournant du 20e siècle. En 1902, le gouvernement décide de reprendre le projet et commence le développement du T&NO, en sous-traitant la construction à un large éventail d'entreprises. À l'été 1903, la ligne mesure environ 100 milles (160,9344 km) de long et approchait de Haileybury.

## Découverte

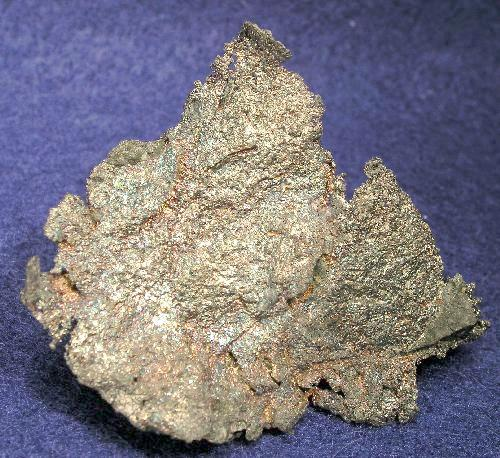
Minerai d'argent de Cobalt

James J. McKinley et Ernest Darragh sont des entrepreneurs fournissant des traverses au T&NO le long du mile 103 depuis North Bay. Sur les rives du lac Long (aujourd'hui appelé lac Cobalt), au sud de Haileybury, ils remarquent du métal dans une tranchée de route. Le 30 août 1903, ils  jalonnent une concession forestière appartenant à John Rudolphus Booth  et envoient plusieurs échantillons à un essayeur de Montréal. Il s’avère que ces mines contiennent 4 000 onces d’argent par tonne. Selon Barnes, « c'est l'une des propriétés les plus riches de la région ». Une mine suit trois ans plus tard. 
Environ deux semaines après McKinley et Darragh, Fred La Rose, un forgeron travaillant également comme entrepreneur sur le chemin de fer près du Mile 103, remarque de l'érythrite le long des voies. LaRose note : « Un soir, j’ai trouvé un flotteur, un morceau aussi gros que ma main, avec de petites pointes acérées partout. Je n’ai rien dit, mais je suis revenu et la nuit suivante, j’ai pioché et cherché le filon. Le lendemain soir, je l’ai trouvé. » Lui et son patron, Duncan McMartin, jalonnent des concessions le 3 septembre 1903:16.  
LaRose et les frères McMartin ne sont cependant pas sûrs de ce qu'est le métal. LaRose commence son voyage de retour vers son domicile à Hull, au Québec et s'arrête en chemin à Mattawa. Là, il visite un magasin appartenant à Noah Timmins et à son frère Henry, des habitants de la région. Larose montre les échantillons à Noah avant de se rendre à Hull. Henry est à Montréal à ce moment-là, alors Noah lui  envoie un câble pour lui parler de la découverte de LaRose. Henry se rend immédiatement à Hull, rencontre LaRose et lui offre 3 500 $ pour la moitié de la réclamation. Quelque temps plus tard, une histoire se répand selon laquelle il aurait trouvé une veine en lançant un marteau sur un renard embêtant:16.  
En octobre 1903, un croiseur forestier appelé Tom Herbert jalonne la rive est du lac Long, à 104 milles au nord de North Bay. Il a montre des échantillons à Arthur Ferland à Haileybury, le beau-frère des frères Timmins. Ferland forme un syndicat avec les ingénieurs ferroviaires T. Chambers et R. Gilbraith et acquiert 846 acres (3,4 km2) de claims, y compris celui d'Herbert. Le syndicat vend rapidement 843 acres pour 1 million de dollars à Ellis P. Earle, qui développe la mine Nipissing . La concession d'Earle comprend le Petit Filon et des « pépites d'argent de la taille de glands ». Les trois acres restants deviennent la mine Chambers-Ferland:17,23.  
Les échantillons de Larose sont envoyés à Thomas W. Gibson, directeur du ministère des Mines de l'Ontario. Gibson identifie le minéral dans les échantillons comme étant de la niccolite. il envoie les échantillons à Willet G. Miller, professeur de géologie à l'Université Queen's. Gibson joint aux échantillons une note indiquant que « si le gisement est de taille considérable, il sera précieux en raison de la forte teneur en nickel qu'il contient. Je pense qu'une visite sur place avant la fermeture de la navigation serait une bonne idée. » Miller visite la région en octobre et découvre plusieurs filons, signalant des « morceaux d'argent natif aussi gros que des couvercles de poêle et des boulets de canon ». Il note que l'argent se trouve dans des filons traversant les filons-couches de Nipissing du supergroupe huronien:17,23.  

## Ruée

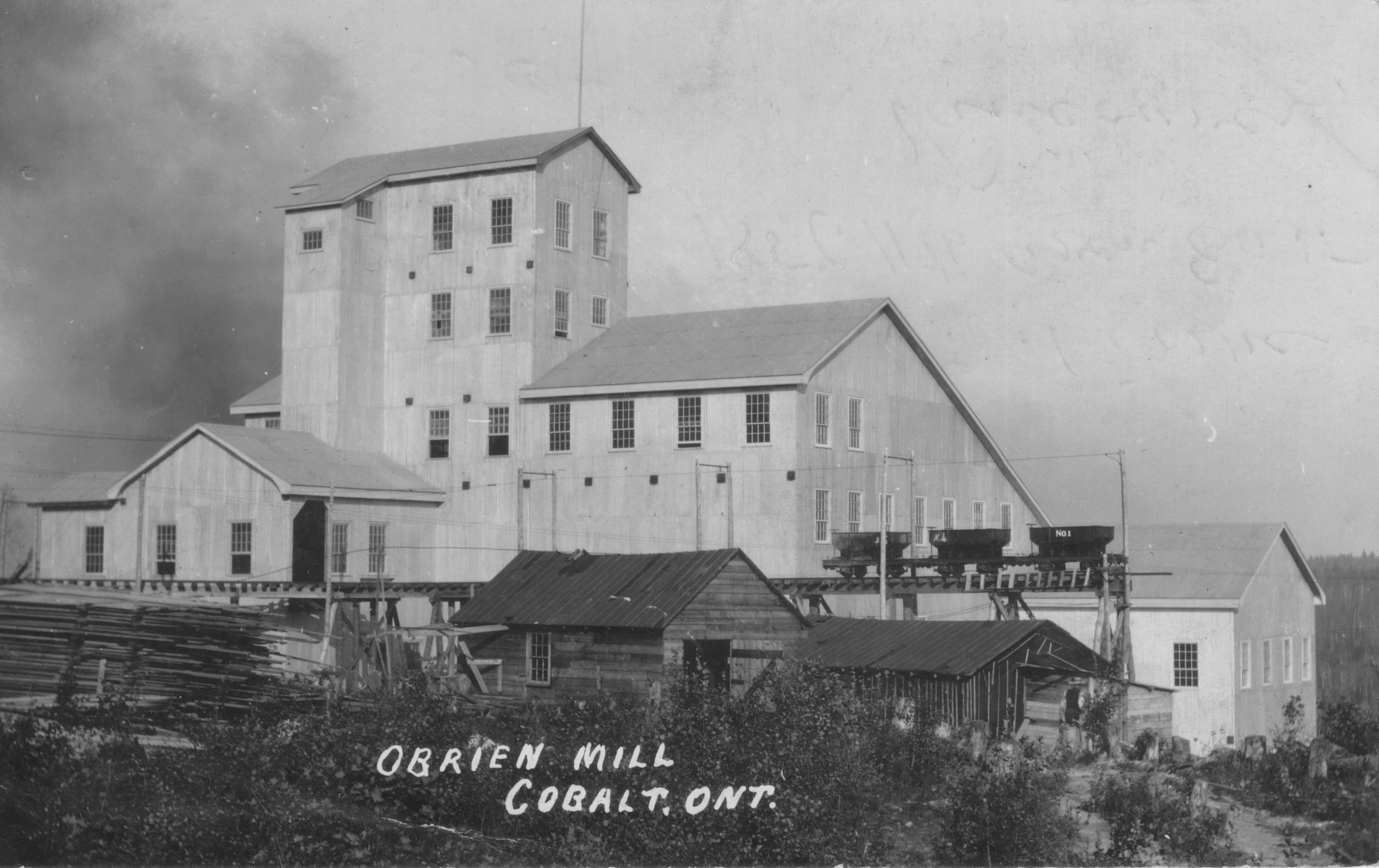
La mine O'Brien à Cobalt.

La mine O'Brien commence ses opérations en 1903. William Trethewey et Alex Longwell arrivent en mai 1904 et entreprennent de prospecter la région du lac Sasaginiga. Trethewey jalonne deux concessions sur certaines veines, dont l'une devient la mine Coniagas car elle présente des signes de cuivre, de nickel, d'argent et d'arsenic. Longwell jalonne une concession qui est devient la mine Buffalo . En 1905, William Henry Drummond jalonne des concessions à l'extrémité est du lac Kerr, qui est devient la mine Drummond. La Cobalt Lake Mining Company de Henry Pellatt développe le système de veines sous le lac Cobalt, entre la mine Larose et la mine McKinley-Darragh. Ces veines mesurent jusqu'à dix pieds de large et produisent de l'argent à raison de 4 206 onces par tonne:21–22,30,35.  
En 1904, 57 mineurs parviennent à transporter 58 tonnes de minerai à haute teneur. À la reprise des voyages au printemps 1905, la rumeur court que de l'argent se trouve à la station Cobalt. Les prospecteurs et les promoteurs commencent à affluer sur le campement et, à la fin de l'année, 16 mines en exploitation, employant 438 hommes, expédient pour 1 366 000 $ de minerai. L'année suivante, 2 000 000 $ supplémentaires sont expédiés:2529,33.  
Les mines les plus productives en 1907 comprennent Coniagas, Nipissing, O'Brien, Buffalo, Trethewey, Larose, Silver Queen, Kerr Lake Foster, Temiskaming et Hudson Bay, Green-Meehan, McKinley-Darragh, Nova Scotia, Townsite et Right-of-Way. La mine Nipissing est la plus importante productrice. De plus, 9 moulins à timbres sont en activité:36.  
La mine Nipissing introduit l’utilisation d’eau à haute pression pour éliminer les morts-terrains. En 1913, le lac Cobalt est pollué et il est asséché pour exposer les veines:63–65.  
Bien que l'une des veines les plus riches ait été connue dès 1904, son développement est ralenti par des désaccords entre les actionnaires. Ces travaux sont finalement terminés et l'exploitation du « Lawson Vein » commence en 1908. Une fois l'exploitation minière commencée, il  devient évident que la veine était incroyablement grande, pouvant contenir jusqu'à 10 000 tonnes d'argent traité, ce qui en fait la plus grande découverte unique au monde à ce jour. Il est aujourd'hui mieux connu sous le nom de « Silver Sidewalk ».
La ruée vers l’argent atteint son apogée en 1911, produisant 30 millions d’onces d’argent. La ville s'est considérablement développée en 1912 et compte entre 10 000 et 15 000 habitants, dont 3 500 travaillent dans les mines:63. En 1913, la mine d'argent la plus profonde est exploitée par Beaver Consolidated Mines Ltd. :44, :66

## Déclin et possible résurgence
La Première Guerre mondiale rend la main d’œuvre difficile à trouver. À la fin de la guerre, Cobalt compte environ 7 000 ou 8 000 habitants et le camp atteint sa 10 000e once d'argent produite:65.  
En 1932, il ne reste plus qu'une seule mine ouverte. La Larose et le Nipissing ferme en 1930. À l’époque de la Seconde Guerre mondiale et immédiatement après, le cobalt devient un minéral précieux à part entière, et un certain nombre d’exploitations sont ouvertes pour traiter à nouveau les résidus, cette fois pour le cobalt. Dix mines sont en activité après la guerre:70.  
L’augmentation de la valeur de l’argent et l’amélioration des procédés d’extraction commencent à rendre la région rentable, et les années 1950 voient une brève résurgence de l’exploitation minière. La plupart de ces mines sont fermées dans les années 1970, et les quelques restantes au début des années 1980.
Cependant, en 2017, plusieurs sociétés d'exploration de cobalt se concentrent sur la zone autour de Cobalt,  comme une alternative à l'exploitation du cobalt dans la République démocratique du Congo, politiquement instable. Les grandes entreprises qui ont besoin de ce minéral pour leurs batteries recherchent des produits d’origine éthique. L'argent se vend 17 dollars américains l'once fin octobre 2017, en forte baisse par rapport à son pic de 50 dollars américains en 2012,  mais le cobalt se vend environ 30 dollars américains la livre, en forte hausse par rapport au prix de 10 dollars américains de fin 2015. Les prix vont augmenter selon Gino Chitaroni, président de l'Association des prospecteurs du Nord. Il prédit également que la zone autour de Cobalt serait une des principales sources d’argent et de cobalt. « C'est spectaculaire… Nous disposons des infrastructures nécessaires. Nous avons une zone minière historique. Cela nous donne une longueur d'avance sur n'importe quel autre pays du monde».